# Volcanic Plateau
Das Volcanic Plateau von Neuseeland, manchmal auch als North Island Volcanic Plateau bezeichnet, zählt zu den neun Ökoregionen des Landes und bezeichnet eine von vulkanischen Aktivitäten geprägte weiträumige Hochebene inmitten der Nordinsel von Neuseeland.

## Geografie
Das Volcanic Plateau umfasst eine Fläche von grob 35.000 km², angefangen von den Kaimai Range im Nordwesten, entlang der Bay of Plenty nach Osten zu Rakumara Range, dann nach Süden bis zur Ruahine Range und nach Westen über den Whanganui-Nationalpark bis zum Mount Taranaki. In diesem Gebiet befinden sich die mit aktivsten Vulkane des Landes, der Mount Tongariro, der Mount Ngauruhoe und der Mount Ruapehu, dazu der Lake Taupō und das vulkanisch aktive Gebiet um den Lake Rotorua. Das Volcanic Plateau überschneidet sich in Teilen mit der Taupō Volcanic Zone, eine vulkanisch aktive Verwerfung, die sich südlich verlaufend von Whakaari / White Island in der Bay of Plenty bis zum Mount Ruapehu hinunterzieht.

## Central Volcanic Plateau
Das Central Volcanic Plateau wird im allgemeinen Sprachgebrauch häufig gerne im mit dem Volcanic Plateau verwechselt, wird aber als Bezeichnung für unterschiedliche Gebiete auch selbst in Neuseeland missverständlich verwendet. Einerseits wird von der Tourismusindustrie die Hochebene im Tongariro-Nationalpark rund um die Vulkane Mount Tongariro, Mount Ngauruhoe und Mount Ruapehu gerne als Central Volcanic Plateau bezeichnet. Anderseits bezeichnen offizielle Stellen die Region um den Lake Taupō zwischen Tūrangi, am südlichen Ende des Sees gelegen und um Atiamuri, südlich von Rotorua gelegen, als Central Volcanic Plateau. In anderen Definitionen zieht sich die als zentral bezeichnete Region über Rotorua bis zur Bay of Plenty hin oder ist am Ende der Taupō Volcanic Zone von Lake Taupō bis hin zum Mount Ruapehu gelegen.

## Landschaft
Im Westen der drei Vulkane Mount Tongariro, Mount Ngauruhoe und Mount Ruapehu liegt raues bewaldetes Hügelland, wogegen man im Osten bevorzugt Ascheböden vorfindet, die, wenn überhaupt, nur eine spärliche Vegetation zulassen. Nicht umsonst wird die Gegend östlich der Vulkane auch als Rangipo Desert (Ödland, Wüste) bezeichnet. Ein Teil dieses Ödlandes ist militärisches Sperrgebiet. Hier hält die Neuseeländische Armee ihre militärischen Übungen ab. Weiter östlich erhebt sich mit einigen Forest Parks eine weitläufige Waldlandschaft, die sich bis hinauf zur Bay of Plenty und in den nordöstlichen Zipfel der Nordinsel, Eastland genannt, hineinzieht. Westlich von Lake Taupō erstreckt sich ebenfalls ein Waldgebiet nach Norden, verläuft westlich von Rotorua und endet in den Ausläufern der Kaimai Range. Westlich des Tongariro-Nationalparks schließ der Whanganui-Nationalpark an. Das Hochland endet hier am Vulkan Mount Taranaki.